# درایور: خطوط موازی
درایور: خطوط موازی (به انگلیسی: Driver: Parallel Lines) یک بازی ویدئویی در سبک مسابقه‌ای و تیراندازی سوم شخص است که به عنوان چهارمین قسمت از مجموعه بازی‌های درایور به‌شمار می‌رود. این بازی توسط رفلکشنز اینتراکتیو توسعه یافته و به‌وسیلهٔ شرکت آتاری در سال ۲۰۰۶ برای کنسول‌های پلی‌استیشن ۲ و ایکس‌باکس، و توسط یوبی‌سافت در ژوئن ۲۰۰۷ برای مایکروسافت ویندوز و وی منتشر شده است. استثناً در این قسمت از سری درایور، جان تنر شخصیت اول بازی نیست. شخصیت اصلی بازی که سن پایین دارد به شهر نیویورک در سال ۱۹۷۸ آمده و وارد باند مافیایی ۴ نفره‌ای می‌شود که رئیس آن‌ها یک مأمور پلیس است. با پاپوشی که برای او درست می‌کنند به زندان می‌افتد و بعد از ۲۸ سال در سال ۲۰۰۶ از زندان در می‌آید و به دنبال انتقام روزهای از دست رفته جوانی‌اش هست.
درایور: خطوط موازی در سال ۲۰۰۶ به عنوان اولین بازی این سری منتشر شد که جان تانر، مأمور مخفی پلیس را به عنوان شخصیت اصلی نداشت. این نسخه داستان تی.کی، یک راننده فراری را روایت می‌کند که پس از ۲۸ سال زندان ناعادلانه برای گرفتن انتقام بازمی‌گردد.
پس از عملکرد ضعیف درایور ۳ و انتقادات به بخش‌های پیاده‌روی آن، این نسخه به فرمول اصلی سری یعنی تمرکز بر رانندگی بازگشت، هرچند عناصر تیراندازی همچنان در بازی حفظ شدند. داستان بازی در دو دوره زمانی ۱۹۷۸ و ۲۰۰۶ روایت می‌شود که تغییرات شهر نیویورک در این مدت را به خوبی نشان می‌دهد.
منتقدان موسیقی دهه ۷۰، فضاسازی سینمایی و انتقال بین دو دوره زمانی را تحسین کردند، اما مشکلات گرافیکی، مکانیک ضعیف تیراندازی و برخی ایرادات فیزیک رانندگی را از نقاط ضعف بازی دانستند. پس از این نسخه، پیش‌درآمدی با نام درایور ۷۶ در سال ۲۰۰۷ با حال و هوای مشابه منتشر شد و در نهایت درایور: سانفرانسیسکو در سال ۲۰۱۱ با نوآوری‌های جدید به این مجموعه اضافه شد.
این نسخه با وجود برخی کاستی‌ها، به دلیل بازگشت به ریشه‌های سری و فضای نوستالژیک خود، توانست توجه بسیاری از طرفداران قدیمی را جلب کند. تغییر شخصیت اصلی و روایت غیرخطی از جسورانه‌ترین تصمیمات سازندگان در این نسخه محسوب می‌شد.

## گیم پلی
درایور: خطوط موازی در یک محیط کاملاً باز و آزاد طراحی شده که در آن به جای منوهای سنتی، بازی‌های کوچک مستقیماً در دنیای بازی قابل دسترسی هستند. این نسخه چندین ویژگی جدید شبیه به سری GTA معرفی کرده، از جمله نمایش خون هنگام تیراندازی، سیستم هدفگیری خودکار (با امکان هدفگیری دستی)، سیستم پول درون بازی، امکان شخصی‌سازی کامل خودروها همراه با پیست آزمایش مخصوص، و قابلیت تخریب محیط مانند شکستن چراغ‌های خیابان و آبفشان‌ها.
سیستم جدیدی برای پیگیری جرائم طراحی شده که بین جرم شخص بازیکن و جرم مرتبط با خودروی استفاده شده تفاوت قائل می‌شود. اگر پلیس شما را تعقیب کند، با فرار و سوار شدن به ماشین دیگری می‌توانید از دستشان خلاص شوید، مگر اینکه مدت زیادی در دیدرس آنها بمانید. این مکانیک برای فعالیت‌های خارج از خودرو مثل استفاده از سلاح هم صدق می‌کند.
در نسخه Wii، سیستم "ستاره‌ها" مشابه GTA جایگزین نوار جرم شده است. برخی قابلیت‌های نسخه‌های قبلی مثل شنا، پریدن و حرکات نمایشی با خودرو حذف شده‌اند. همچنین حالت ریپلای فیلم که در نسخه‌های پیشین وجود داشت، در اینجا به یک حالت سینمایی ساده با حرکت آهسته تقلیل یافته.
یکی از جذاب‌ترین ویژگی‌های بازی، تفاوت‌های چشمگیر بین دو دوره زمانی ۱۹۷۸ و ۲۰۰۶ است. نه تنها ظاهر شخصیت اصلی تغییر می‌کند، بلکه سلاح‌ها، خودروها و حتی ظاهر شهر نیویورک کاملاً دگرگون می‌شود. مثلاً برج‌های تجارت جهانی در ۱۹۷۸ حضور دارند، اما در ۲۰۰۶ به یک زمین خالی تبدیل شده‌اند. رنگ‌آمیزی کلی شهر هم از تم‌های قهوه‌ای در ۱۹۷۸ به آبی در ۲۰۰۶ تغییر کرده.
بازیکنان فقط پس از تکمیل ۳۲ مأموریت اصلی می‌توانند آزادانه بین دو دوره زمانی جابجا شوند. اگرچه سیستم آب و هوایی وجود ندارد، اما چرخه روز و شب باعث ایجاد تغییرات جوی جالبی در شهر می‌شود. خودروهایی که در یک دوره در گاراژ ذخیره کرده‌اید، در دوره دیگر هم قابل استفاده هستند، هرچند هزینه ارتقاء خودروها در دوره مدرن بیشتر است.

## داستان
در سال ۱۹۷۸، جوانی به نام "تی.کی" (با صدای دیوید والش) در نیویورک به عنوان راننده فرار برای خلافکاران کار می‌کند. پس از بازگشت به هانتس پوینت، دوستش ری دیویس (برایان بلوم) که یک گاراژ دارد، او را به اسلینک (جف براون)، صاحب یک کلوپ شبانه معرفی می‌کند. اسلینک تحت تأثیر مهارت‌های تی.کی قرار می‌گیرد و او را به دو همکارش - بی‌شاپ (رادنی سالزبری) و "مکزیکی" (نولان نورث) - معرفی می‌کند. آن‌ها از تی.کی می‌خواهند در فرار کَندی (مایکل کورناچیا)، یک خلافکار باهوش، از زندان رایکرز آیلند کمک کند.
پس از فرار کَندی، گروه تی.کی را به رئیسشان کوریگان (یان گریگوری)، یک پلیس فاسد مخفی، معرفی می‌کنند. کوریگان قصد دارد تجارت کوکائین را از کارتل کلمبیایی‌ها تصاحب کند. کَندی نقشه می‌کشد تا رافائل مارتینز، قاچاقچی معروف کلمبیایی را ربوده و از کارتل باج بگیرد. تی.کی موفق می‌شود مارتینز را ربوده و پول باج را تحویل دهد، اما کوریگان و دیگران پس از دریافت پول، مارتینز را کشته و تی.کی را مقصر جلوه می‌دهند. در حالی که گروه برای تصاحب تجارت کوکائین می‌روند، تی.کی به ۲۸ سال زندان در سینگ سینگ محکوم می‌شود و تمام این مدت نقشه انتقام می‌کشد.
در سال ۲۰۰۶، تی.کی آزاد شده و با ری در نیویورک ملاقات می‌کند. او متوجه می‌شود کوریگان اکنون رئیس پلیس شهر شده، در حالی که دیگر اعضای گروه هر کدام کسب و کار خود را دارند: اسلینک وارد صنعت بزرگسالان و تولید مواد مخدر شده، بی‌شاپ به یک قاچاقچی بزرگ مواد تبدیل شده، و کَندی یک شبکه فحشا و قاچاق مواد راه انداخته است. تی.کی ابتدا مکزیکی را کشته و جسدش را برای کوریگان می‌فرستد. سپس ری، تی.کی را به ماریا کورتز (کلودیا کاتالینا)، یکی از کارمندان کَندی، معرفی می‌کند.
تی.کی به کمک ماریا، ابتدا مشاغل اسلینک و بی‌شاپ را نابود کرده و هر دو را می‌کشد. وقتی کَندی متوجه می‌شود تی.کی برای ماریا کار می‌کند، سعی می‌کند از او به عنوان طعمه استفاده کند، اما تی.کی از تله جان سالم به در برده و پس از نجات ماریا، کَندی را می‌کشد.
در بازگشت به گاراژ ری، کوریگان فاش می‌کند که ری برای او کار می‌کرده و با کشتن همدستانش، تمام مدارک مربوط به ربودن و قتل مارتینز را از بین برده است. پس از کشتن ری توسط کوریگان، ماریا می‌رسد و تی.کی متوجه می‌شود او دختر مارتینز بوده و تمام این مدت برای یافتن قاتل واقعی پدرش با کَندی همکاری می‌کرده است. آن‌ها با هم جسد کَندی و اسلینک را طوری قرار می‌دهند که پلیس پیدا کند، سپس به دنبال کوریگان که با هلیکوپتر فرار کرده می‌روند. پس از سرنگون کردن هلیکوپتر، تی.کی قصد کشتن کوریگان را دارد، اما به درخواست ماریا او را تحویل مردمش می‌دهد و خودش به تنهایی از محل دور می‌شود.

## موسیقی
بازی درایور: خطوط موازی از یک مجموعه موسیقی متن متنوع با بیش از ۷۰ آهنگ استفاده می‌کند که ترکیبی از ترانه‌های دارای مجوز و قطعات اختصاصی است. این مجموعه شامل سبک‌های مختلفی از راک و فانک دهه ۱۹۷۰ تا آلترناتیو راک و رپ مدرن می‌شود. آهنگ‌ها هنگام رانندگی بازیکن در خودرو پخش می‌شوند، طوری که انگار از رادیوی ماشین پخش می‌شوند.
در بخش ۱۹۷۸ بازی، آثاری از هنرمندان معروفی مانند فانکادلیک، کن، سوئیساید، استرنگلرز، وار، ایگی پاپ، بلاندی، دیوید بویی، پارلیامنت، تمپتیشنز و اورج وایت بند به گوش می‌رسد. در بخش ۲۰۰۶ نیز آهنگ‌هایی از هنرمندانی چون پابلیک انمی، روتس، تیوی آن د ریدیو، سیکرت مشینز، کایزر چیفس، یه یه یه‌ز و ال‌سی‌دی ساندسیستم وجود دارد.
آهنگ "سافراجت سیتی" از دیوید بویی به عنوان موسیقی تیتراژ ابتدایی بازی استفاده شده است. همچنین آهنگ "وان وی اور آنادر" از بلاندی که از آلبوم ۱۹۷۸ آنها با نام موازی گرفته شده، در بخش ابتدایی گیم‌پلی پخش می‌شود. جالب اینجاست که بخش ۱۹۷۸ بازی شامل برخی قطعات فانک مدرن هم هست که به طور خاص برای موسیقی متن بازی توسط موزیسین‌های حرفه‌ای ضبط شده‌اند.
شرکت نیمرود پروداکشنز مسئولیت تهیه مجوزهای موسیقی و ساخت موسیقی متن بازی را بر عهده داشته است. تمام آهنگ‌های بازی در مارس ۲۰۰۶ به صورت انحصاری در فروشگاه آی‌تیونز توسط شرکت آتاری منتشر شد. البته نسخه‌های ویندوز و وی‌آی برخی از آهنگ‌های موجود در نسخه‌های اصلی پلی‌استیشن ۲ و ایکس‌باکس را ندارند.